# Psiadia vernicosa
Psiadia vernicosa là một loài thực vật có hoa trong họ Cúc. Loài này được Steetz miêu tả khoa học đầu tiên.